# جانی گیل (بازیکن فوتبال)
جانی گیل (انگلیسی: Johnny Gill؛ زادهٔ ۳ فوریهٔ ۱۹۴۱) بازیکن فوتبال است.
از باشگاه‌هایی که در آن بازی کرده‌است می‌توان به باشگاه فوتبال منزفیلد تاون اشاره کرد.